# Matěj Kozka z Rynárce
Matěj Kozka z Rynárce (kolem 1500 – 1566/1567, Suchdol nad Lužnicí) byl jihočeský kněz, mj. probošt borovanského kláštera a přítel Viléma z Rožmberka.

## Život
Matějovo mládí není známo, sporný je i jeho zvažovaný šlechtický původ. Narodil se někdy na přelomu 15. a 16. století, v roce 1520 je uváděn jako kněz v kanonii premonstrátek v Dolních Kounicích. Zde byl v té době proboštem Martin Göschl, který krátce po Matějově příchodu přestoupil na luteránství, oženil se s jednou ze zdejších panen a patrně přestoupil k novokřtěncům. Po rozpadu konventu musel místo opustit i Matěj Kozka a s sebou si odnášel i řadu zkušeností, které negativně ovlivnily jeho další církevní dráhu. V následujících letech působil na řadě farností v Čechách i na Moravě, přičemž během svých přesunů neváhal přestupovat od katolicismu k utrakvismu a zpět. V roce 1530 svým kázáním proti kališníkům znepokojil císaře Ferdinanda I., který se obával možných náboženských nepokojů. V červnu 1540, patrně z nedostatku duchovních, mu bylo umožněno již potřetí vstoupit mezi utrakvisty. Toto rozhodnutí však vyvolalo nevoli u části kališnických duchovních. Boleslavský duchovní Řehoř mj. kritizoval nejen Kozkovu nestálost ve víře, ale poukazoval na jeho údajný nevázaný pohlavní život. Dodnes není jasné, zda se Řehořovo obvinění Kozky z homosexuálních styků zakládalo na pravdě nebo šlo pouze o zveličování poklesků ve snaze o zvrácení rozhodnutí konzistoře.
Mezi utrakvisty však opět dlouho nevydržel, ještě ve 40. letech přestoupil ke katolíkům, neboť působil jako farář v Polné. Tady postupně došel k rozhodnutí o opuštění světské dráhy a vstoupil do premonstrátského řádu. Ovšem ani u premonstrátů příliš dlouho nevydržel a někdy v letech 1553 – 1555 přešel k benediktinům. Díky kontaktům se mu podařilo dosáhnout na post opata sázavského kláštera. Tato pozice se v té době již netěšil velkého významu, neboť jeho obnovu brzdila reformace.
Za této situace se Kozka v roce 1559 seznámil s Vilémem z Rožmberka, který mu nabídl místo probošta augustiniánské kanonie v Borovanech. Tady však Vilém narazil na odpor 
vyšších církevních instancí, které prosazovali dočasného správce Jana. Navíc poukazovali na dosavadní Kozkův život a především na skutečnost, že nebyl augustiniánem. Vilém z Rožmberka se je nakonec rozhodl obejít, přiměl opata broumovského kláštera, aby z Kozky sňal řeholní sliby a ten tak mohl vstoupit k augustiniánům.
Jelikož se borovanská kanonie vzpamatovávala z morové rány a většina zdejších řeholníků zemřela, nebyla zde Kozkovou hlavní povinností péče o duchovní život konventu, nýbrž dohled nad jeho ekonomikou. Ten však v tomto úkolu žalostně selhal. V letech 1559 – 1561 mu jako úředník vypomáhal Jakub Krčín z Jelčan. V této době hospodářství ještě fungovalo, ale po Krčínově odchodu do Českého Krumlova situace upadala. 
| „                                            | ... potom, když Krčín na Krumlov se dostal, kněz probošt pšenice i jiné obilí rozprodav, peníze propil, pivovar opustil, dvě krčmy panu Kryštofovi Kořenskýmu ve stu kopách míšeňských v Nesměni a v Rankově zastavil. A naposledy, když se zadlužil a vše zpustoval, klášter panu vladaři odevzdal a dni své po frantovsku strávil. | “ |
| — Václav Březan, Životy posledních Rožmberků | |   |

Ačkoliv Vilém z Rožmberka držel nad Kozkou nadále ochrannou ruku, musel v roce 1564 ustoupit tlaku ze strany církevních představitelů a augustiniánské statky převedl do své vlastní zprávy, přičemž je začlenil do rožmberského dominia, resp. do panství Třeboň. Matěj Kozka posléze nějakou chvíli pobýval v Krumlově, až byl na podzim 1564 jmenován farářem v Prachaticích.
Po příchodu do Prachatic se sice dobře uvedl, ale časem, za dosud neznámých okolností, vyvolal spor v manželství jedné ze zdejších měšťanek, za což si ho předvolal pražský arcibiskup Antonín Brus z Mohelnice. Kozka se u něj měl zpovídat i z dalších přečinů, jako bylo např. zanedbávání duchovenské služby. Opět za něho postavil Vilém z Rožmberka, který arcibiskupa požádal o co nejmírnější trest pro Kozku. V roce 1566 byl Matěj Kozka, i vlivem zhoršujícího se zdraví, nucen Prachatice opustit a odešel na suchdolskou faru, kde nedlouho poté zemřel.

## Kozkův odraz v literatuře
Na konci 16. a v první polovině 17. století došlo ke smíšení Kozkova životního příběhu s různými žertovnými historkami, takže z něj vznikla jakási česká obdoba Tilla Eulenspiegela (známý jako Enšpígl). Jako první jej takto zachytil Václav Březan (1568 – 1618) ve své Historii rožmberské, ale známější je pak z Třeboňských pamětí od Vavřince Benedikta Mecera (1603 – 1683). Moderní autoři, především František Heřmánek a Vladimír Müller, pak zcela postavili mýtus nad historický obraz kontroverzního duchovního, kterým Kozka dozajista byl. V jejich dílech pak představuje především hluboký úpadek řádového kléru v době před Bílou horou.